# Студенников, Яков Степанович
Яков Степанович Студенников (15 марта 1910, Ливенский уезд, Российская империя — 8 января 1987, Макеевка, Донецкая область, Украинская ССР, СССР) — пулемётчик, старшина Рабоче-крестьянской Красной Армии, участник Великой Отечественной войны, Герой Советского Союза (1944).

## Биография
Яков Студенников родился 15 марта 1910 года в деревне Моховое (ныне — Колпнянский район Орловской области). Русский. Из рабочих. Образование 4 класса. До призыва в армию работал трактористом. Женат.Беспартийный.
15 мая 1941 года Студенников был призван Колпнянским РВК Орловской области на службу в Рабоче-крестьянскую Красную Армию. С 25 июня 1941 года — на фронтах Великой Отечественной войны. В боях три раза был ранен.
К июлю 1943 года старший сержант Яков Студенников был пулемётчиком 3-го батальона 1019-го стрелкового полка 307-й стрелковой дивизии 48-й армии Центрального фронта. Отличился во время Курской битвы. 5-7 июля 1943 года Студенников в бою у станции Поныри, оставшись единственным в строю из всего расчёта, будучи трижды раненым, продолжал вести пулемётный огонь, отразив десять атак гитлеровцев, которым так и не удалось окружить пулемётчика, и уничтожил более 300 солдат противника.
Указом Президиума Верховного Совета СССР «О присвоении звания Героя Советского Союза генералам, офицерскому, сержантскому и рядовому составу Красной Армии» от 15 января 1944 года за «образцовое выполнение боевых заданий командования на фронте борьбы с немецкими захватчиками и проявленными при этом отвагу и геройство» старший сержант Яков Студенников был удостоен звания Героя Советского Союза с вручением ордена Ленина и медали «Золотая Звезда» за номером 2985.
В конце мая 1945 года отчислен из 1-го гвардейского Краснознаменного минометно-артиллерийского училища им. Красина по состоянию здоровья.
В июне 1945 года направлен, а в июле 1945 года отчислен из школы радиоспециалистов бронетанковых войск Красной армии.
После окончания войны, 20 октября 1945 г., в звании гвардии старшины Студенников был демобилизован. Проживал и работал в Макеевке, Донецкая область, Украинская ССР. Умер 8 января 1987 года.

## Награды
- Медаль «За победу над Германией в Великой Отечественной войне 1941—1945 гг.» (приказом по Московскому горвоенкомату от 11 августа 1945)[5]
- Орден Отечественной войны 1-й степени[3]
- другие медали[3]

## Память
В честь Студенникова установлен его бюст в Колпне.